# Sicyos weberbaueri
Sicyos weberbaueri är en gurkväxtart som beskrevs av Hermann August Theodor Harms. Sicyos weberbaueri ingår i släktet hårgurkor, och familjen gurkväxter. Inga underarter finns listade i Catalogue of Life.